# Michael Jungclaus

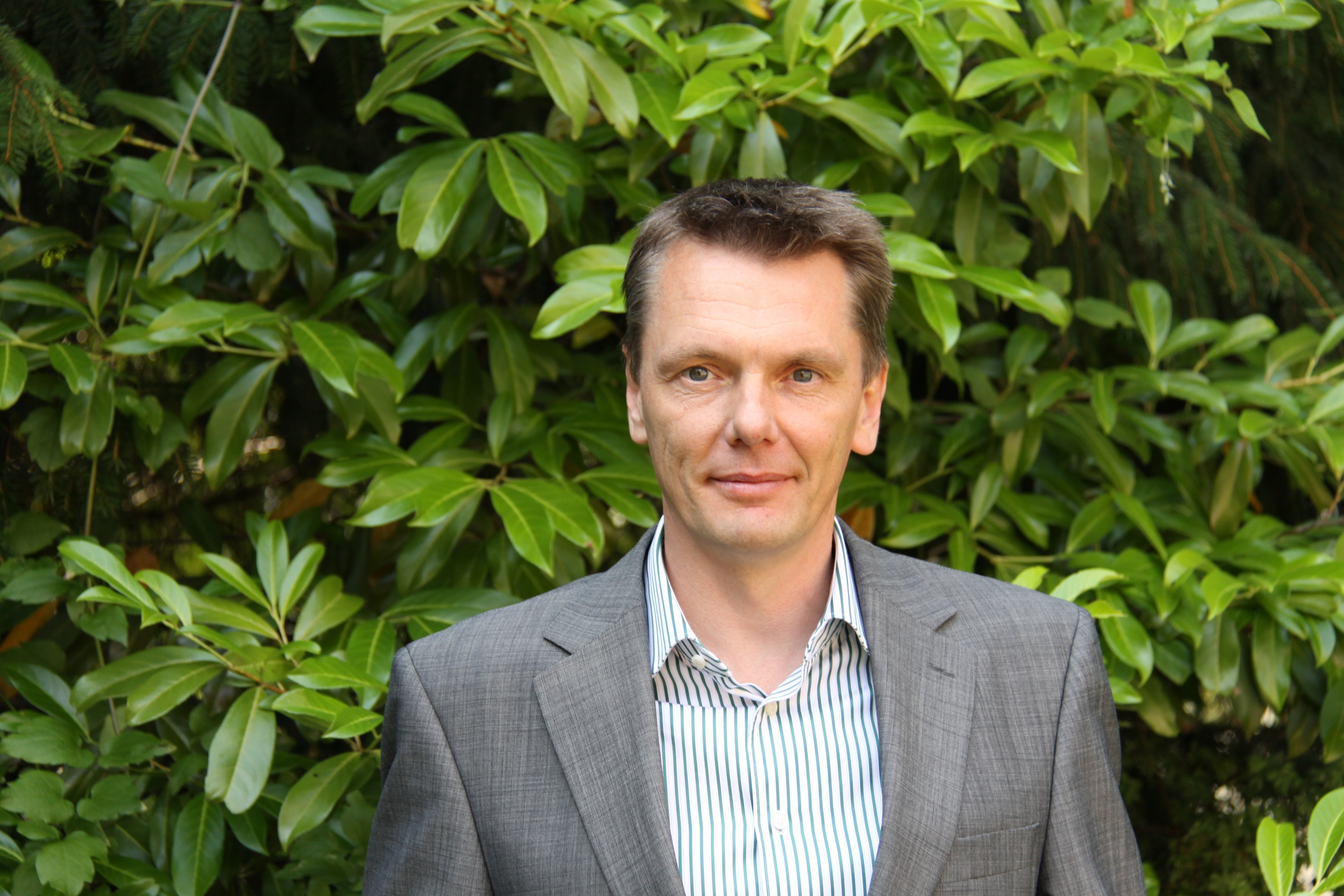
Michael Jungclaus

Michael Jungclaus (* 19. Juni 1964 in Berlin-Tempelhof) ist ein deutscher Politiker (Bündnis 90/Die Grünen) und Weltumsegler. 2009 zog er erstmals in den Landtag von Brandenburg und wurde 2014 wieder gewählt.

## Leben und Beruf
Michael Jungclaus lebt seit 1994 mit seiner Familie in Neuenhagen bei Berlin. Der gelernte Möbeltischler war bis 2006 im Vertrieb von IT-Systemen tätig. Bis März 2010 arbeitete er als selbstständiger Solarhandwerker. Nachdem er von 2009 bis 2019 Mitglied des Brandenburger Landtags war, befindet er sich seit Juli 2019 mit „Sailing for the Planet“, einem Gemeinschaftsprojekt mit dem Leibniz Zentrum für Marine Tropenforschung, auf einer Weltumseglung.

## Politik
2007 trat Michael Jungclaus Bündnis 90/Die Grünen bei und übernahm seither zahlreiche politische Ämter. 2007/2008 war er Mitglied im Wirtschafts- und Verwaltungsausschuss in Neuenhagen und ist seit 2009 im Bauausschuss des Kreistags Märkisch-Oderland (MOL). Von 2008 bis 2019 war er Sprecher des Kreisverbandes Märkisch-Oderland von Bündnis 90/Die Grünen. Bei den Landtagswahlen 2009 und 2014 zog Michael Jungclaus über die Landesliste (Listenplatz 4, 2009 und Listenplatz 6, 2014) in den Brandenburger Landtag ein. Bei der Bundestagswahl 2013 war Michael Jungclaus Direktkandidat für den Wahlkreis 59. Von 2014 bis 2019 war er Kreistagsabgeordneter in Märkisch-Oderland und für die Kreistagsfraktion Grüne/B90 - Pro Zukunft Mitglied im Bau und Wirtschaftsausschuss.
Neben seiner parlamentarischen Arbeit ist er in verschiedenen Vereinen und Initiativen aktiv. Er ist Mitbegründer und Vorsitzender des „Solarverein Neuenhagen e.V.“, Initiator der Neuenhagener BHKW GbR sowie der ersten beiden Bürger-Solaranlagen in MOL und des Projektes FIFTY/FIFTY in MOL. Des Weiteren war er Mitglied des Kuratoriums der DLRG Brandenburg, des Landeskuratoriums des Internationalen Bundes Brandenburg und Vorstandsmitglied des Arbeitskreises „Arbeit und Wirtschaft“ der Evangelischen Kirche Berlin-Brandenburg-Schlesische Oberlausitz.

## Im Landtag
Michael Jungclaus war von 2009 bis 2014 Vorsitzender des Ausschusses für Umwelt, Gesundheit und Verbraucherschutz sowie Mitglied im Ausschuss für Infrastruktur und Landwirtschaft. Von 2014 bis 2019 war er Mitglied im „Ausschuss für Infrastruktur und Landesplanung“ sowie im „Ausschuss für Europaangelegenheiten, Entwicklungspolitik und Verbraucherschutz“.
Schwerpunkt seiner Arbeit war der Öffentliche Personennahverkehr. So besuchte er von 2015 bis 2016 auf einer umfangreichen Bahnhofstour die über 70 nachfrageschwachen Haltepunkte in Brandenburg, bei denen die Landesregierung „Optimierungs- und Entscheidungsbedarf“ sah, um mit den Menschen vor Ort, Lösungen für den Erhalt der Haltepunkte zu entwickeln. Zur Landtagswahl 2019 trat er nicht erneut an.